# دانشگاه هایدلبرگ
دانشگاه هایدلبرگ با نام کامل دانشگاه روپرشت-کارلز هایدلبرگ (به آلمانی: Ruprecht-Karls-Universität Heidelberg) یک دانشگاه تحقیقاتی دولتی در هایدلبرگ واقع در ایالت بادن-وورتمبرگ آلمان است که در سال ۱۳۸۶ میلادی بنیان‌نهاده شده‌است.
دانشکده پزشکی هایدلبرگ از بهترین دانشکده‌های پزشکی اروپا و دنیا به‌حساب می‌آید و سالیانه مقالات بسیاری از این دانشگاه در مجلات معتبر دنیا به چاپ می‌رسد.
در بسیاری از رشته‌ها این دانشگاه رتبه‌ای برابر و حتی بالاتر از دانشگاه آکسفورد و دیگر دانشگاه‌های مطرح دنیا کسب کرده است.

## تاریخچه
دانشگاه هایدلبرگ در سال ۱۳۸۶ میلادی با نام لاتین روپرتو کارولا هایدلبرگنسیس (Ruperto Carola Heidelbergensis) به فرمان کنت روپرت اول (به آلمانی: Graf Rupert I) بنیان نهاده شد. فلسفه، الهیات، حقوق و پزشکی اولین رشته‌هایی بودند که با تأسیس دانشگاه ارائه  شدند.
در سال ۱۳۷۸ میلادی، با مرگ پاپ گریگوری یازدهم دودستگی سختی میان کاردینال‌های فرانسوی و ایتالیایی به منظور انتخاب جانشین او ایجاد گردید. حمایت حکمرانان و رهبران مذهبی آلمان از منتخب کاردینال‌های ایتالیایی موجب شد که دانشجویان و استادان آلمانی دانشگاه پاریس مجبور به ترک این دانشگاه شوند. کنت روپرت اول از این فرصت استفاده نمود و با تأسیس دانشگاه هایدلبرگ به جذب دانشجویان و استادان بازگشته از فرانسه همت گماشت. بدین ترتیب در زمانی که شهر هایدلبرگ کمتر از ۳۶۰۰ نفر جمعیت داشت، حدود ۶۰۰ نفر در دانشگاه تازه تأسیس آن ثبت نام  کردند.
در سال ۱۸۰۶ میلادی دانشگاه هایدلبرگ پس از یک دوره رکود در فعالیت‌های علمی دوباره توسط دوک بزرگ بادن، کارل-فریدریش، فعال شد. از آن زمان دانشگاه هایدلبرگ نام هر دو مؤسس خود یعنی روپرت و کارل را به یدک می‌کشد.
قبل از ادامه بحث بایستی مواردی در رابطه با کلیت تحصیل پزشکی در آلمان گفته شود.

## اکنون
امروزه حدود ۲۵٬۰۰۰ دانشجو در دوازده دانشکده دانشگاه هایدلبرگ مشغول به تحصیل هستند. دانشکده‌های دانشگاه هایدلبرگ به شرح زیرند:
- دانشکده الهیات
- دانشکده حقوق
- دانشکده پزشکی
- دانشکده پزشکی بالینی (مانهایم)
- دانشکده فلسفه
- دانشکده زبانهای جدید
- دانشکده علوم اقتصادی و اجتماعی
- دانشکده علوم روانشناسی
- دانشکده ریاضی و علوم رایانه
- دانشکده شیمی و علوم زمین‌شناسی
- دانشکده فیزیک و ستاره‌شناسی
- دانشکده علوم زیستی

## دانش آموختگان
- پیوس دوم
- گئورگ ویلهلم فریدریش هگل
- دمیتری مندلیف
- ماکس وبر
- آرنولد جی. توینبی
- آلفرد وگنر